# 岩瀬良三
岩瀬 良三（いわせ りょうぞう、1933年〈昭和8年〉8月20日 - ）は、日本の政治家、地方公務員。佐原市長、参議院議員（1期）、千葉県教育長を歴任。地方財政・教育政策に造詣が深い。瑞宝中綬章受章。

## 経歴
千葉県佐原市出身。千葉県立佐原高等学校卒業。横浜市立大学文理学部卒業後、千葉県庁に入る。同総務部財政課主幹、同総務部財政課長を経て、1986年（昭和61年）同商工労働部長に就く。1988年（昭和63年）千葉県教育長に就任。
1995年（平成7年）千葉県庁を退職し、同年7月、第17回参議院議員通常選挙に千葉県選挙区から新進党公認で立候補し、初当選。1998年（平成10年）1月改革クラブに参加し、同党参議院議員会長に就任するが、同年10月に離党。
1999年（平成11年）5月に自由民主党に入党。2001年（平成13年）に千葉県知事選に立候補するため、同月7日付で参議院議員を辞職した。選挙では堂本暁子に敗れ落選する。敬愛大学国際学部教授（行財政論・地方公務員論など担当）。2003年佐原市長選挙に立候補するべく、退職。
2003年（平成15年）佐原市長に初当選。市町村合併に伴い辞職。2006年合併後の香取市長選挙に立候補するも、元佐原市議の宇井成一に敗れた。千葉敬愛短期大学初等教育科客員教授（2009年まで、教育政策を担当）。
2012年（平成24年）から日本学校合奏コンクールを主催する日本学校合奏コンクール委員会（JSECC, Japan School Ensemble Competition Comunnitiee）会長を務める。同年11月の秋の叙勲で瑞宝中綬章を受章する。

## 著書
- 『21世紀の子育て・教育ここがポイント』岩瀬良三と教育を語る会、1999年。
- 『未萌の時代』東京書籍、1999年。